# True Love (film, 1989)
Pour les articles homonymes, voir True Love (homonymie).
Pour plus de détails, voir Fiche technique et Distribution.
True Love est un film américain réalisé par Nancy Savoca, sorti en 1989.

## Fiche technique
- Titre : True Love
- Réalisation : Nancy Savoca
- Scénario : Nancy Savoca et Richard Guay
- Pays d'origine :  États-Unis
- Genre : comédie
- Date de sortie : 1989

## Distribution
- Annabella Sciorra : Donna
- Ron Eldard : Michael
- Aida Turturro : Grace
- Vincent Pastore : Angelo
- Saverio Guerra : Frankie

## Récompenses et distinctions
- Grand prix au Festival du film de Sundance
- Nomination à l'Independent Spirit Award du meilleur film